# Micromyrtus leptocalyx
Micromyrtus leptocalyx är en myrtenväxtart som först beskrevs av Ferdinand von Mueller, och fick sitt nu gällande namn av George Bentham. Micromyrtus leptocalyx ingår i släktet Micromyrtus och familjen myrtenväxter. Inga underarter finns listade i Catalogue of Life.